# Igor Matwejewitsch Kostolewski

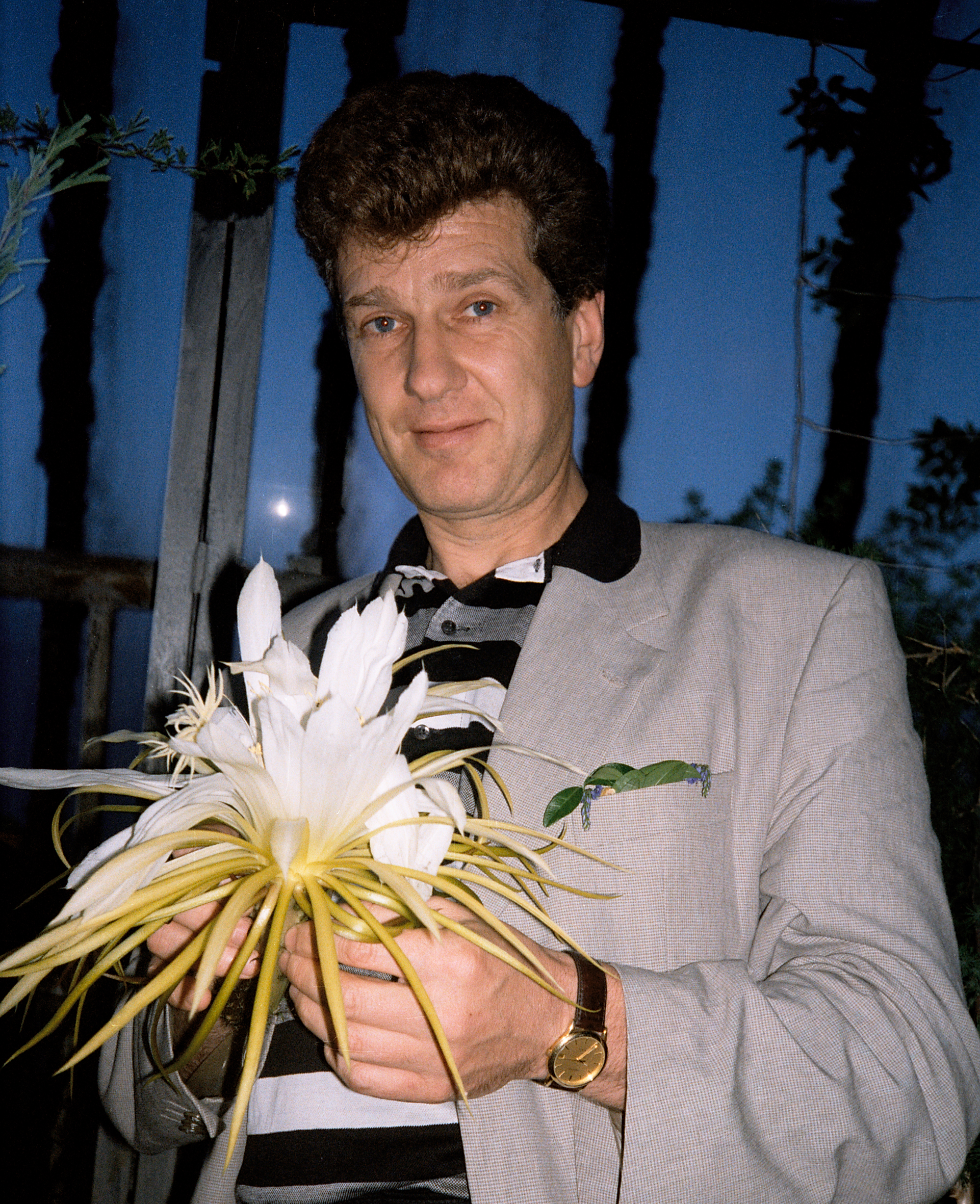
Igor Matwejewitsch Kostolewski

Igor Matwejewitsch Kostolewski (russisch Игорь Матвеевич Костолевский, englisch Igor Kostolevsky; * 10. September 1948 in Moskau, Russische SFSR, Sowjetunion) ist ein sowjetischer und russischer Schauspieler.

## Leben
Igor Kostolewski wuchs in guten Verhältnissen auf. Sein Vater Matwei war Leiter des Außenhandelsministeriums der UdSSR. Sein Cousin ist der Komponist und Dirigent Matwej Kostolevsky. Igors Eltern wünschten einen ernsthaften Beruf und er trat in das Moskauer Institut für Bauingenieurwesen ein. Aber schon im dritten Jahr wurde ihm klar, dass er zum Theater muss. Er trat in die Moskauer Kunsttheater-Schule ein und bestand die Aufnahmeprüfungen für GITIS: 1969 wurde Igor ein Student der Fakultät für Regie und Schauspiel unter der Leitung Andrei Gontscharow. Nach seinem Abschluss an der GITIS verband Igor Kostolewski sein Leben mit dem Majakowski-Theater, dessen Leiter Gontscharow war.
Nach seinem Debüt in einer kleinen Rolle des Antikriegsdramas Im Morgengrauen ist es noch still (1975) erhält Igor Kostolewski mit der Rolle des Iwan im Kostümdrama Traum vom fernen Glück noch im selben Jahr eine größere Rolle, Jossif Cheyfiz gibt ihm 1977 eine Hauptrolle in Asja. Im TV spielt er 1979 den Chevalier des Grieux in einer Manon Lescaut-Verfilmung. International bekannt wird er als Andrei Borodin in der internationalen Großproduktion Teheran 43 (1981). Mit seiner Filmpartnerin Natalja Belochwostikowa ist er ein Jahr darauf in Eine legale Ehe erfolgreich. Seitdem einer der bekanntesten Schauspieler des sowjetischen Films, der auch im westlichen Kino spielt (u. a. 2001 in Cesare Ferrarios La Bella di Mosca). 2007 spielte er in Robert Dornhelms TV-Mehrteiler Krieg und Frieden die Rolle des Zaren Alexander I.

## Auszeichnungen
- Verdienter Künstler der RSFSR (1984)
- Volkskünstler der Russischen Föderation (1995)
- Moskauer Bürgermeisterpreis (1997) – für die Teilnahme am Stück „Ehe“.
- Staatspreis der Russischen Föderation (2000) für die Rolle von Podkolesin in der Aufführung des Theaters über Pokrovka „Die Hochzeit“ von N. V. Gogol.
- 2004 wurde er mit dem Orden der Ehre ausgezeichnet – für viele Jahre fruchtbarer Arbeit im Bereich Kultur und Kunst.
- Für die Rolle des Stockman in dem Stück „Der Volksfeind“ im Jahr 2014 wurde er mit dem Preis des XVIII. Theaterfestivals „Norwegisches Theaterstück auf der Moskauer Bühne“ in der Nominierung „Bester Schauspieler“ ausgezeichnet.
- Orden „Für Verdienste um das Vaterland“, Abschluss IV (2009) – für seinen großen Beitrag zur Entwicklung der heimischen Theater- und Filmkunst.
- Stanislavsky International Prize (2016) – für seinen Beitrag zur Schauspielkunst.
- Lenin-Komsomol-Preis (1978) – für die Rolle von Jewgeni Stoletow in der Fernsehserie „Und es geht um ihn“
- Der beste Schauspieler im Jahr 1986 nach einer Umfrage der Zeitschrift „Sowjetski ekran“

## Filmografie (Auswahl)
- 1972: Im Morgengrauen ist es noch still (А зори здесь тихие)
- 1976: Stepans Vermächtnis (Степанова памятка)
- 1980: Die Garage (Гараж)
- 1981: Teheran 43 (Тегеран-43)
- 1981: Märchen in der Nacht erzählt (Сказка, рассказанная ночью)
- 2007: Krieg und Frieden (War and Peace)